# الدكتورة الثالث عشر

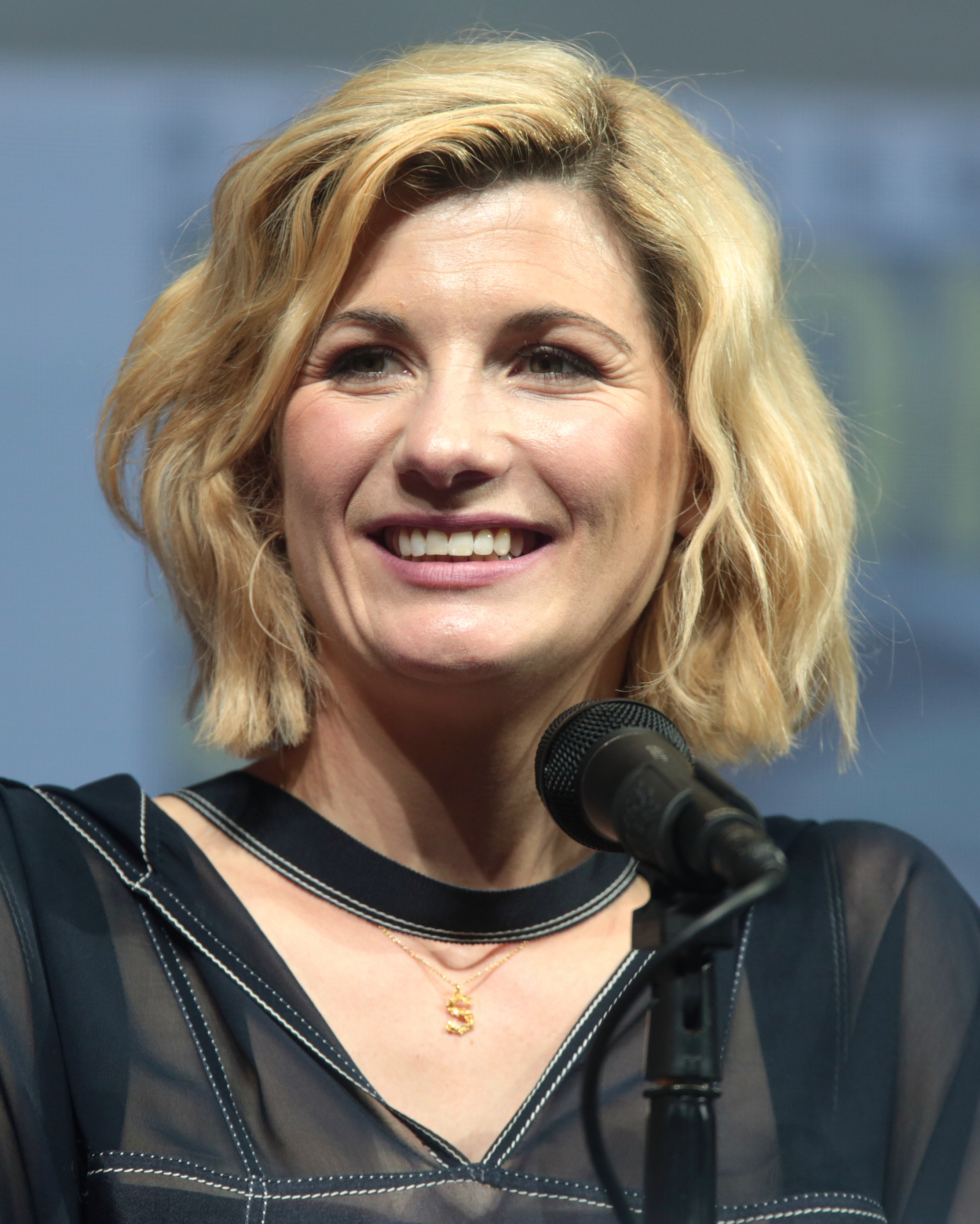

الدكتورة الثالث عشر هي تجسيد للدكتور، بطل المسلسل التلفزيوني البريطاني للخيال العلمي دكتور هو. تجسدها جودي ويتاكر، وهي أول امرأة تجسد الشخصية، في ثلاثة مواسم بالإضافة إلى خمس حلقات خاصة.
داخل قصة المسلسل، الدكتورة هو سيد زمن فضائي يبلغ من العمر آلاف السنين من كوكب غاليفري، مع أصول غير معروفة إلى حد ما، يسافر عبر الزمان والمكان في التارديس الخاص به، غالبًا بصحبة رفاق. في نهاية حياته، يتجدد الدكتور؛ نتيجة لذلك، يتغير المظهر الجسدي وشخصية الدكتور. تجسد ويتاكر هي مغامرة مرحة تتمتع بشغف ببناء الأشياء، وتولي قيمة عالية للصداقات وتسعى جاهدة لإيجاد حلول غير عنيفة. سبقها في التجدد الدكتور الثاني عشر (بيتر كابالدي)، ويتبعه الدكتور الرابع عشر (ديفيد تينانت).

## اختيار الممثلين
في يناير 2016 “ستيفن موفات “ أعلن أنه سيغادر المسلسل بعد الجزء العاشر؛ وسيأخذ مكانه “كريس تشبنل” ثم أكد “بيتير كابالدي” بعد سنة أن الجزء العاشر سيكون آخر جزء له أيضاً. بعد هذا الخبر، عدة تقارير وسائل الاعلام والمراهنين تكهنت من سيبدل “كابالدي” ويصبح الدكتور الثالث عشر. التكهن المفضل للمراهنين تضمن: “بن ويشا” و”فيبي والر بريدج” و “كريس مارشال” و “تيلدا سوينتون”.

### اختيار امرأة للدور
فكرة الدكتورة ذُكرت لأول مرة في 1981ميلادي عندما اقترح "توم بيكر" أن يكون خليفه امرأة، بعد إعلان نهاية فترة عمله كالدكتور الرابع. لاحقًا ناقش المنتج “جون ناثان تيرنر” إمكانية اختيار امرأة لدور الدكتور السادس لإستبدال المغادر الدكتور الخامس الذي جُسد بواسطة "بيتر دافيسون" مدعيًا أنه كان هناك قابلية لكن ليس شيئًا كان يفكر فيه في الوقت الراهن. في أكتوبر 1986ميلادي، أثناء انتقال الدكتور السادس الذي جُسد بواسطة "كولن بيكر" في موسمه الأخير، ناشئ السلسلة “سيدني نيومان” كتب إلى رئيس المحطة البريطانية بي بي سي “مايكل غريد” مع اقتراح "أن في مرحلة لاحقة دكتور هو ينبغي أن يتحول إلى امرأة”. اُقترحت أسماء “دان فرنش” و“جوانا لوملي” و “فرانسس دي لا تور” في 1986ميلادي للدور، لكن رُفضوا من المحطة البريطانية بي بي سي. لاحقًا ظهرت “لوملي” كنسخة ساخرة من الدكتورة الثالث عشر في 1999ميلادي في حلقة كوميك ريليف المميزة “لعنة الموت القاتلة”. كما لعبت “أربيلا وير” دكتور ثالث بديل في حلقة دكتور هو “النهاية الكبيرة غير المنتهية المنفية”. لا يعتبر كلا التصويرين من عادة ضمن استمرارية العرض الرئيسية. أيضًا المنتجة "جاين ترانتير" اعتبرت اختيار “جودي دينتش” لدور الدكتور التاسع. اُقترحت “هيلين ميرين” من المحتملين لدور الدكتور الثاني عشر.
فكرة تغيير جنس التايم لوردز عند التجدد زُرعت في فترة “موفات”. في 2011 حلقة “زوجة الدكتور” يتذكر الدكتور في الحلقة تايم لورد من معارفه معروف باسم “كورسير” الذي كان لديه على الأقل تجسدين كأنثى. في 2013 الحلقة القصيرة “ليلة الدكتور” ، عرضت “أخوّة كارن” للدكتور الثامن المحتضر “بول ماكغان” السيطرة على تجدده المحتوم، بإعطائه الإمكانيات باختيار “رجل أو امرأة”. أول تجدد عبر الجنسين على الشاشة في 2015 في حلقة  “هيل بينت” ، حيث جنرال أبيض من  غاليفري “كين بونز” تجدد إلى امرأة سمراء “تينيا ميلر” التي أصرحت أن تجسدها السابق كان المرة الوحيدة التي كانت فيها رجلاً.
أبرز تايم لورد الذي قد ظهر في شكل أنثى وذكر قبل اختيار ويتاكر للدور هو عدو الدكتور:“الماستر” مُثل من 2014 إلى 2017 بواسطة الممثلة الاسكتلندية «ميشيل غوميز». كانت تعرف هذه الشخصية باسم “ميسي”، اختصارا لـ “ ميستريس”. الحلقة النهائية للموسم العاشر “العالم بما فيه الكفاية والوقت” / “الدكتور يسقط” يعالج التجدد بين الجنسين عدة مرات ; الدكتور يٌخبر مرافقته بيل بوتس “بيرل ماكي” بأن ميسي كانت أول رجل أعجبه، ويضيف أنه كان «متأكدًا تمامًا» من أنه كان ذكرًا في ذلك الوقت، على الرغم من أن الملاحظة قد تكون متقلبة.

### اختيار ويتاكر للدور
عند الإشارة إلى ما إذا كان الدكتور الجديد سيكون امرأة مسؤول المسلسل التلفزيوني دكتور هو الجديد “كريس تشبنل” أصلاً أُقتبس في شهر فبراير 2017  قائلاً، “ لا شيء مستبعد ولكنني لا أريد أن يكون اختيار الدور وسيلة للتحايل وهذا كل ما يمكنني قوله”، في 14 يوليو المحطة البريطانية بي بي سي أعلنت أن ممثل الدكتور الثالث عشر سيُكشف عنه بعد نهائيات بطولة ويمبلدون 2017، أعلنت هيئة الإذاعة البرطانية بي بي سي للرجال في 16 يوليو 2017. كان ممثل “الموت في الجنة” كريس مارشال كان الاختيار المفضل للمراهنين بعد الإعلان مباشرة. أصبحت “جودي ويتاكر” ملحوظة على الرغم من مرور أربع وعشرين ساعة لدورها كبيث لاتيمر في دراما الجريمة برودشيرتش للكاتب كريس تشبنل أصبحت المفضلة. قُدمت”ويتاكر” كالدكتورة الثالث عشر في 16 يوليو والتي لاحقًا ظهرت لأول مرة في 2017 في حلقة الكريسماس المميزة “مرتين في كل مرة”. في تجربة أداء ويتكار، قال تشبنال، “ كنت دائماً أعلم أنني أريد أن يكون الدكتور الثالث عشر امرأة، ونحن سعداء لأننا حصلنا على خيارنا الأول. اختبارها للدكتور ببساطة صدمنا جميعًا” وفي وقت لاحق في بيانه، وصف تشبنال ويتاكر كـ “ قوة الطبيعة الطموحة، ملهمة، وعبقرية في الطلب” وقال أنها “ستجلب الكثير من الدهاء والقوة والحنان إلى الدور”.

## الشخصية
في مقابلة مع راديو تايمز، وصف تشبنال الدكتورة الثالث عشر بـ “ الدكتور مئة بالمئة، ولكن هناك معايرة جديدة، وهو مزيج جديد من الدكتور. الدكتورة الثالث عشر حيوية بشكل لا يصدق، حنونة، مضحكة، نشيطة، شاملة - هي أعظم صديق قد تتمناه ليكون دليلك حول الكون.”في نفس المقالة، أضافت أيضًا ويتكار بأن شخصيتها “تتحدث على مائة ميل في الساعة”، بينما الممثلة ماندب جيل التي تلعب الرفيقة ياسمن خان، علقت بأن دكتورة ويتكار “لديها طاقة مماثلة لدكتور مات سميث… طاقة عالية جدًا. لدى جودي ذلك في شخصيتها”.

## المظهر
اُصدرت الصور الأولى لملابس ويتاكر كالدكتورة في وسائل الإعلام في 9 نوفمبر 2017ميلادي يتميز زيها بحزام كولوتيس أزرق مخصر مع أقواس صفراء، قميص أزرق عبره شريط قوس قزح، معطف أرجواني-أزرق، أحذية برباطية باللون البني وجوارب زرقاء وثقب على أذنها اليسرى. لاحظ بعض المعجبين أن الزي كان يوجد به تشابه مع أزياء بعض الدكاترة السابقة، وآخرين يقارنونه بزي روبن ويليامز في المسلسل الأمريكي الكوميدي مورك وميندي. ذكرت ويتاكر بأنها عملت مع مصمم أزياء المسلسل راي هولمان (الذي قد عمل مع ويتاكر من قبل على برودتشرش) لتخرج بملابسها، مستوحاة من الصورة التي عثرت عليها عبر الإنترنت. نُشرت هذه الصورة في عدد من “ساسي” التي تُظهر عدد من عارضات أزياء في ملابس رجالية، مع الصورة المحددة لامرأة في بنطال واسع وحمالات تعليق وقميص، تمشي ومعها سبب. قالت “ويتاكر” أنها “تحب فقط خنوثة أنثوية المظهر، دون أن تكون ذكورية” وأنها “شعرت بالفضول وأنه قابل للتفسير وأحببت هذا جدًا.” هناك عناصر اضافية خرجت من الصورة. أرادت ويتاكر معطفًا يتدفق مع أفعالها ويعطيها جيوبًا، غير ذلك أن لا يكون لديه أية سحابات، وأرادت لون متناسق مع ألوان الزي لكن ألا يظهر الزي بأنه “كارتوني”.